# Nick Fry
Nick Fry (n. 29 iunie 1956, Epsom, Anglia, Regatul Unit) este fostul team manager al echipei de Formula 1 Honda.